# 279 î.Hr.

## Evenimente
- Invazia galaților în Balcani. Regele Macedoniei, Ptolemeu Keraunos, este ucis luptând contra lor. Armata celtă se scindează în două. Brennos merge spre sud, unde o coaliție a grecilor încearcă să-i oprească la Thermopile.

## Decese
- Ptolemeu Keraunos, regele Macedoniei (n. 318 î.Hr.)